# 儒城ジャンクション
儒城ジャンクション（ユソン-）は大韓民国大田広域市儒城区にある唐津-尚州高速道路（30号線）と湖南高速道路支線（251号線）を結ぶジャンクションである。

## 接続する路線

### 唐津・尚州方面
- 唐津-尚州高速道路（13番）

### 論山 ・大田方面
- 湖南高速道路支線（6番）

## 隣
唐津-尚州高速道路
東公州IC - 儒城JCT  - 北大田IC
湖南高速道路支線
儒城IC - 儒城JCT - 北大田IC